# Ortenauer
Ortenauer o también conocida como Borssumer Zwetsche, es una variedad cultivar de ciruelo (Prunus domestica), de las denominadas ciruelas europeas.
Una variedad de ciruela obtenida de plántula casual en el siglo  XVII  en los alrededores del pueblo de "Borssum" (hoy un distrito de Emden) siglo  XVII  Alemania. Las frutas tienen una pulpa color amarillo verdoso a amarillo, firme y jugosa con un sabor bastante dulce, aunque el aroma a menudo no es muy pronunciado.

## Sinonimia
- "Ortenauer Zwetschge",
- "Borssumer",
- "Borssumer Zwetsche".

## Historia
'Ortenauer' variedad antigua de ciruela obtenida obtenida de plántula casual en el siglo  XVII  en los alrededores del pueblo de "Borssum" (hoy un distrito de Emden) siglo  XVII  Alemania. Después de la Segunda Guerra Mundial, la variedad fue llevada al sur de Alemania y al Ortenau (en el Alto Rin), donde recibió el nombre que es común hoy en día.
'Ortenauer' variedad que todavía se usa comercialmente en Alemania porque tiene un buen rendimiento y los frutos son fáciles de transportar. Debido a la alta susceptibilidad a la sharka (una infestación viral que conduce a la muerte de toda la planta), su cultivo está en declive.
'Borssumer Zwetsche' está cultivada en diversos bancos de germoplasma de cultivos vivos, tales como en National Fruit Collection (Colección Nacional de Fruta) de Reino Unido con el número de accesión: 2003-018 y Nombre Accesión : Borssumer Zwetsche. Fue introducida en el "Probatorio Nacional de Fruta" para evaluar sus características en 1932 procedente de L.Spath, Berlín.

## Características
'Ortenauer' árbol de porte de crecimiento suelto, ancho y medio-fuerte hace que Jojo se destaque positivamente en todos los surtidos, tanto con coronas planas como con formación de huso. Flor blanca, que tiene un tiempo de floración que comienza a partir del 15 de abril con el 10% de floración, para el 19 de abril tiene una floración completa (80%), y para el 1 de mayo tiene un 90% de caída de pétalos.
'Ortenauer' tiene una talla de tamaño medio de forma oblongo-ovalados;epidermis tiene una piel azul oscuro recubierta de ligera pruina, fina, violácea; sutura con línea poco visible, de color algo más oscuro que el fruto. Situada en una depresión muy suave, algo más acentuada junto a cavidad peduncular; pedúnculo de longitud mediano, fuerte, leñoso, con escudete muy marcado, muy pubescente, con la cavidad del pedúnculo estrecha, poco profunda, rebajada en la sutura y más levemente en el lado opuesto; pulpa de color amarillo verdoso a amarillo, la fruta es dulce y jugosa, aunque el aroma a menudo no es muy pronunciado.
Hueso con buenas propiedades de deshuesado, grande, alargado, muy asimétrico, con el surco dorsal muy ancho y profundo, los laterales más superficiales, zona ventral poco sobresaliente, superficie rugosa.
Su tiempo de maduración es tardía, alrededor de finales de agosto o principios de septiembre.

## Progenie
- 'Jojo' obtenida mediante el cruce de las variedades 'Ortenauer' x 'Stanley'.[5]

## Usos
Se usa comúnmente como postre fresco de mesa buena ciruela de postre de fines de verano.

## Cultivo
Variedad cultivada principalmente en Alemania.

## Características y precauciones
Muy susceptible al Virus de la Sharka.